# Monumento al General Maister
El Monumento al General Maister (en esloveno: Spomenik generala Maistra) es una estatua ecuestre de bronce de Rudolf Maister que se encuentra en un parque en la plaza del Frente de Liberación (Trg Osvobodilne fronte) en frente de la estación de tren de Liubliana, la capital del país europeo de Eslovenia. Fue creado en 1999 por Jakov Brdar como homenaje de la ciudad de Liubliana a Maister, el primer gran general esloveno, que aseguró para Eslovenia la ciudad de Maribor.